# ベルヴィル＝シュル＝ロワール
ベルヴィル＝シュル＝ロワール （Belleville-sur-Loire）は、フランス、サントル＝ヴァル・ド・ロワール地域圏、シェール県のコミューン。ベルヴィル原子力発電所がある。

## 由来
ベルヴィルとは『美しいドメーヌ』を意味するBella Villaから派生している。

## 人口統計
| 1962年 | 1968年 | 1975年 | 1982年 | 1990年 | 1999年 | 2005年 | 2014年 |
| ------ | ------ | ------ | ------ | ------ | ------ | ------ | ------ |
| 321    | 352    | 288    | 448    | 1009   | 1088   | 1049   | 1046   |

参照元:1962年から1999年までは複数コミューンに住所登録をする者の重複分を除いたもの。それ以降は当該コミューンの人口統計によるもの。1999年までEHESS/Cassini、2006年以降INSEE。